# 漢城百濟站
漢城百濟站（：／ Hanseongbaekje yeok */?）是首爾地鐵9號線沿線的一座地下車站，位於韓國首爾特別市松坡區芳荑洞。

## 車站結構
站體為1面2線島式月台的地下車站，候車月台則設有月台幕門，並有4處出口。

### 月台配置
| 松坡渡口 ↑     |
| 下 上 \|       |
| ↓ 奧林匹克公園 |

| 月台 | 路線           | 目的地                                                       |
| ---- | -------------- | ------------------------------------------------------------ |
| 上行 | ●首爾地鐵9號線 | 綜合運動場、宣靖陵、新論峴、銅雀、鷺梁津、金浦機場、開花方向 |
| 下行 | ●首爾地鐵9號線 | 奧林匹克公園、遁村五輪、中央報勳醫院方向                     |

## 歷史
- 2018年12月1日：落成啟用。

## 車站周邊
- 漢城百濟博物館（朝鲜语：한성백제박물관）
- 首爾奧林匹克公園
  - 世界和平之門（朝鲜语：평화의 문）
- Soma美術館（朝鲜语：소마미술관）
- 芳荑市場
- 芳荑美食街
- 芳荑中學
- 首爾芳荑初等學校
- 梦村土城站

## 圖片

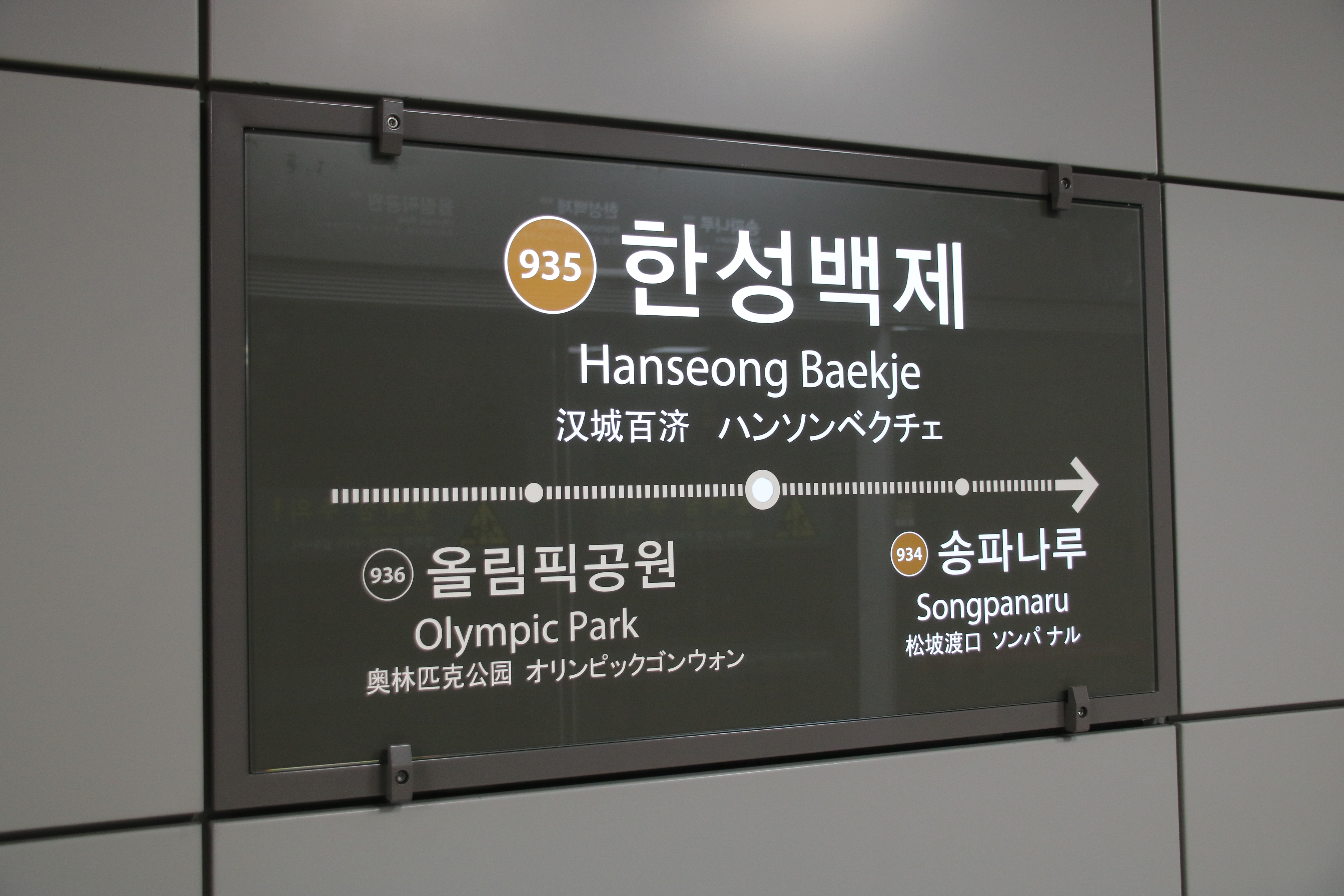
站名牌
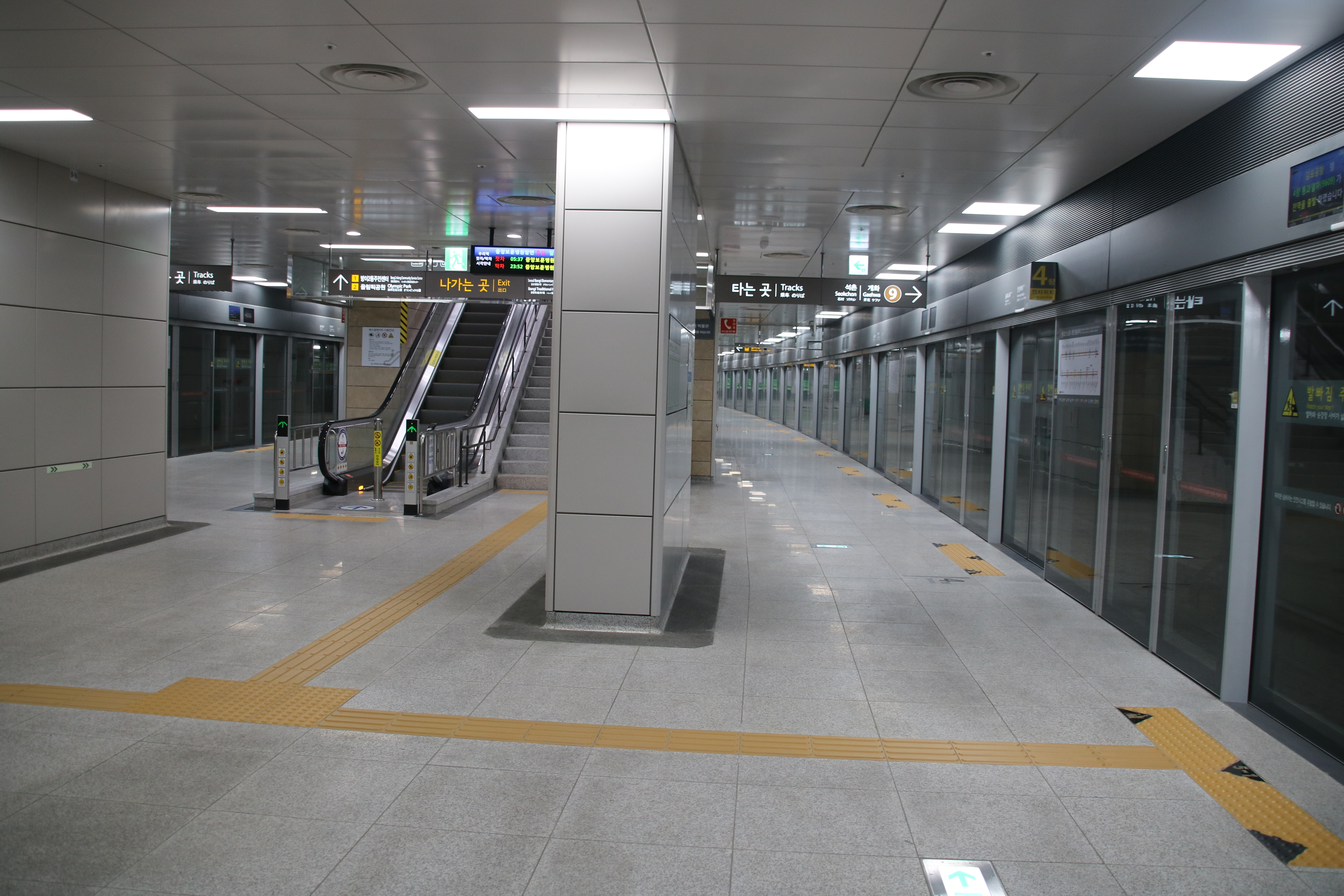
候車月台
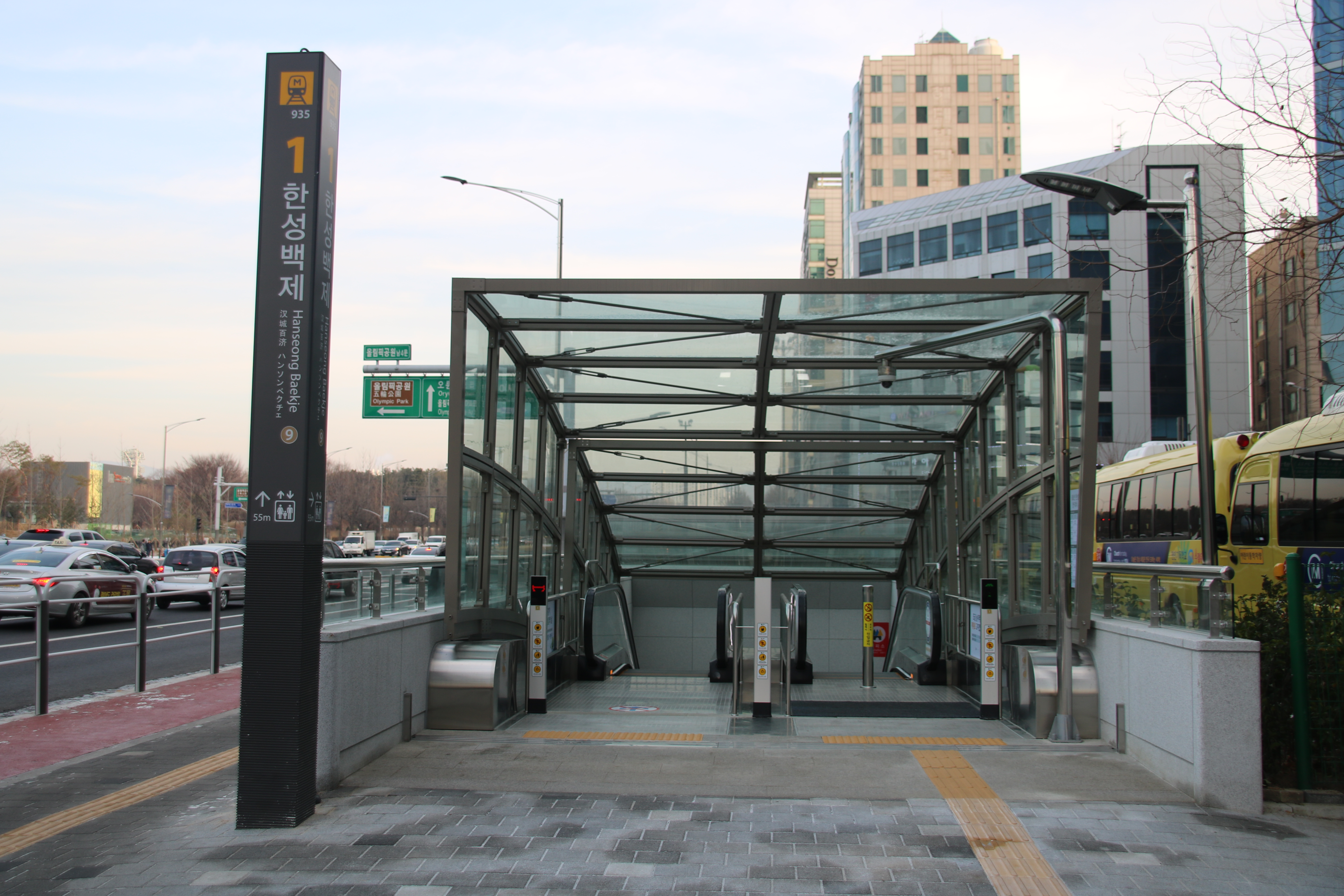
1號出口
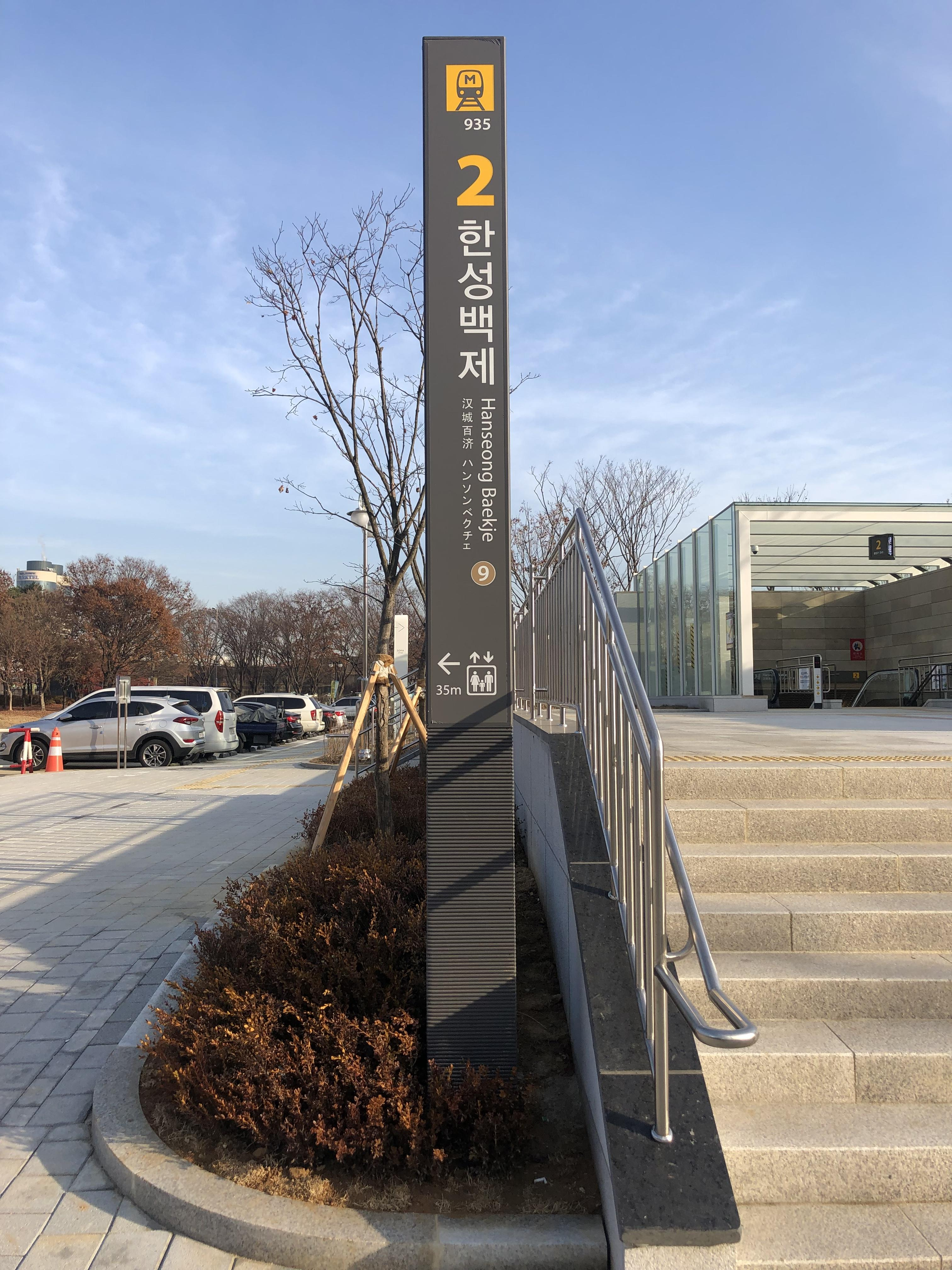
2號出口
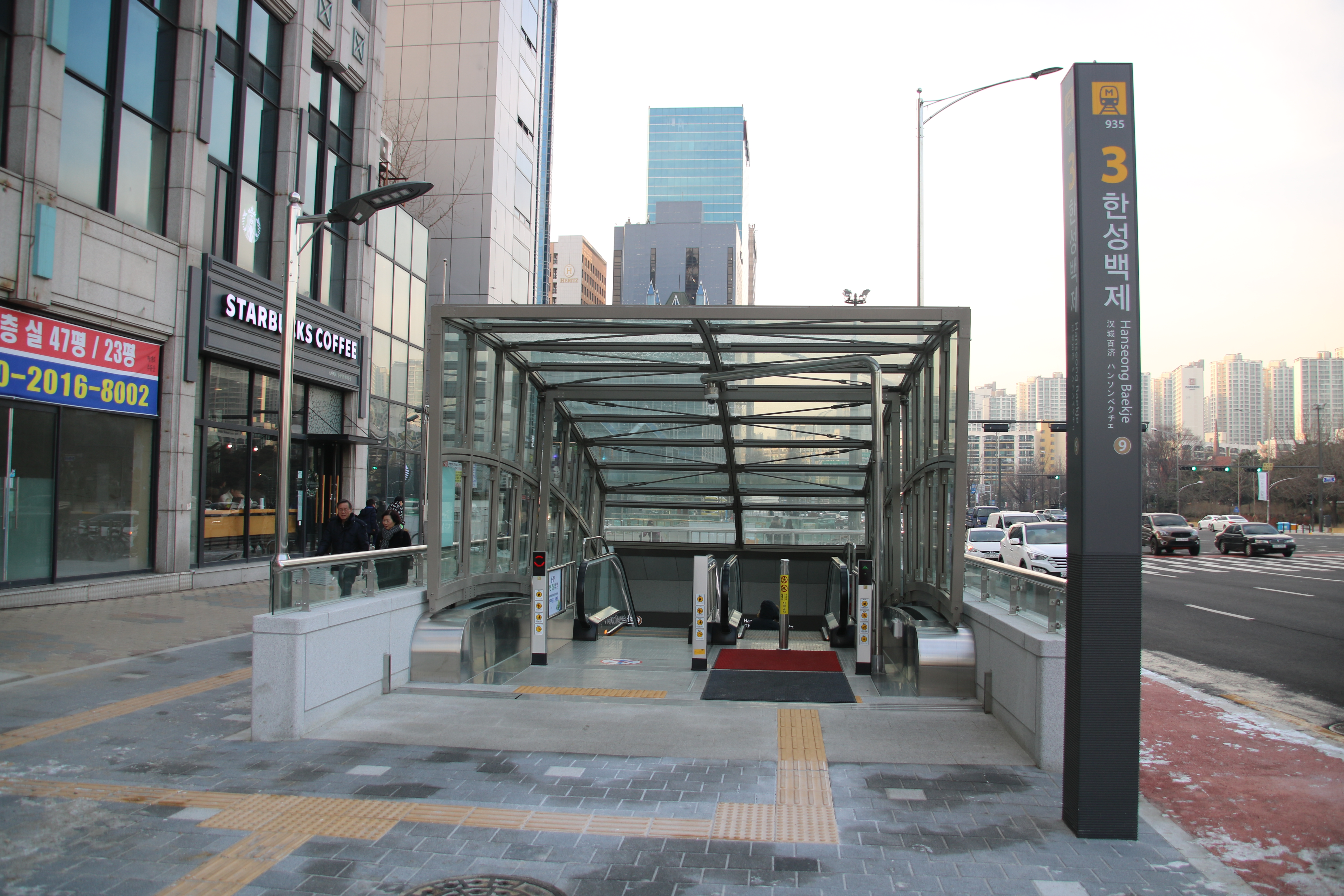
3號出口
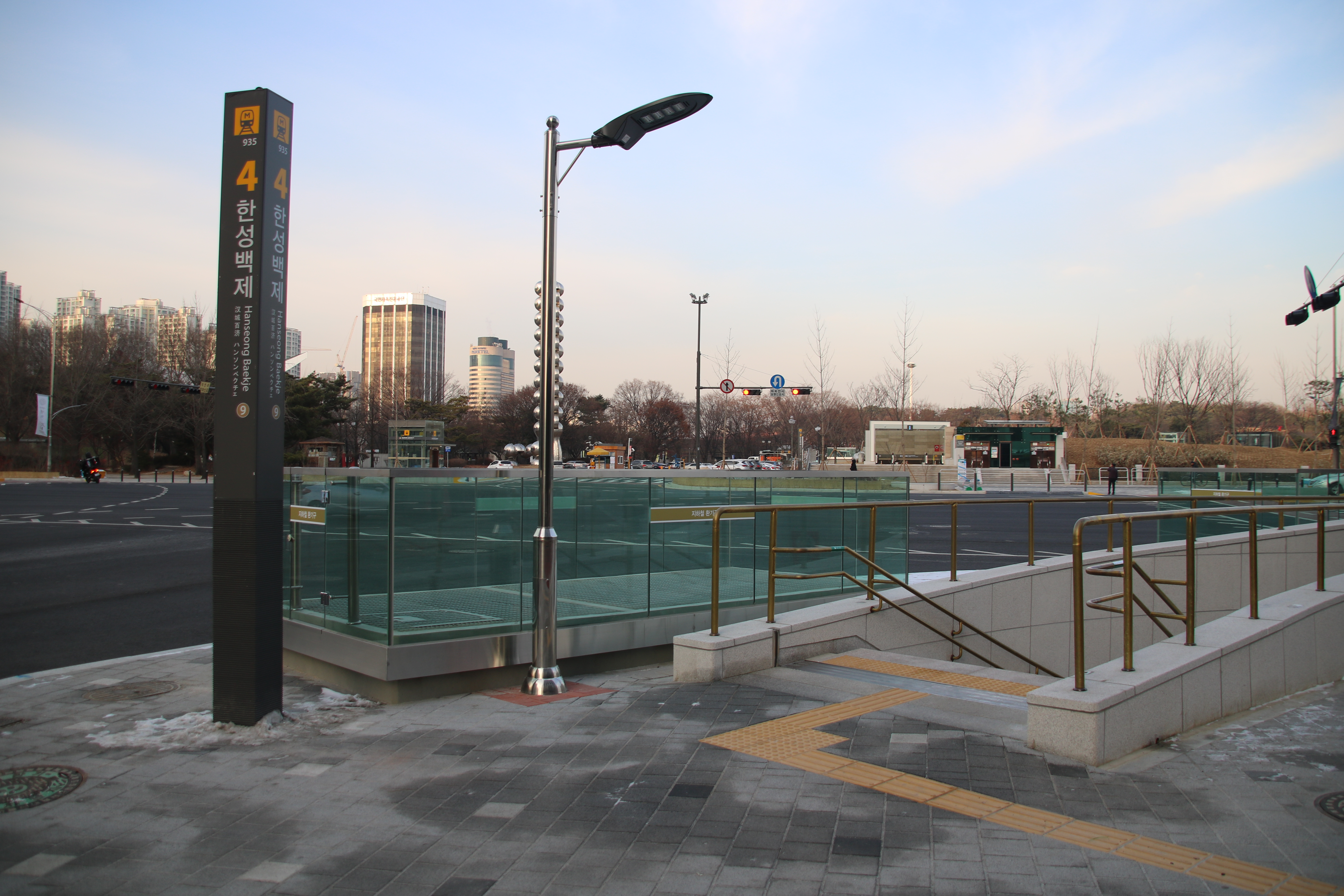
4號出口
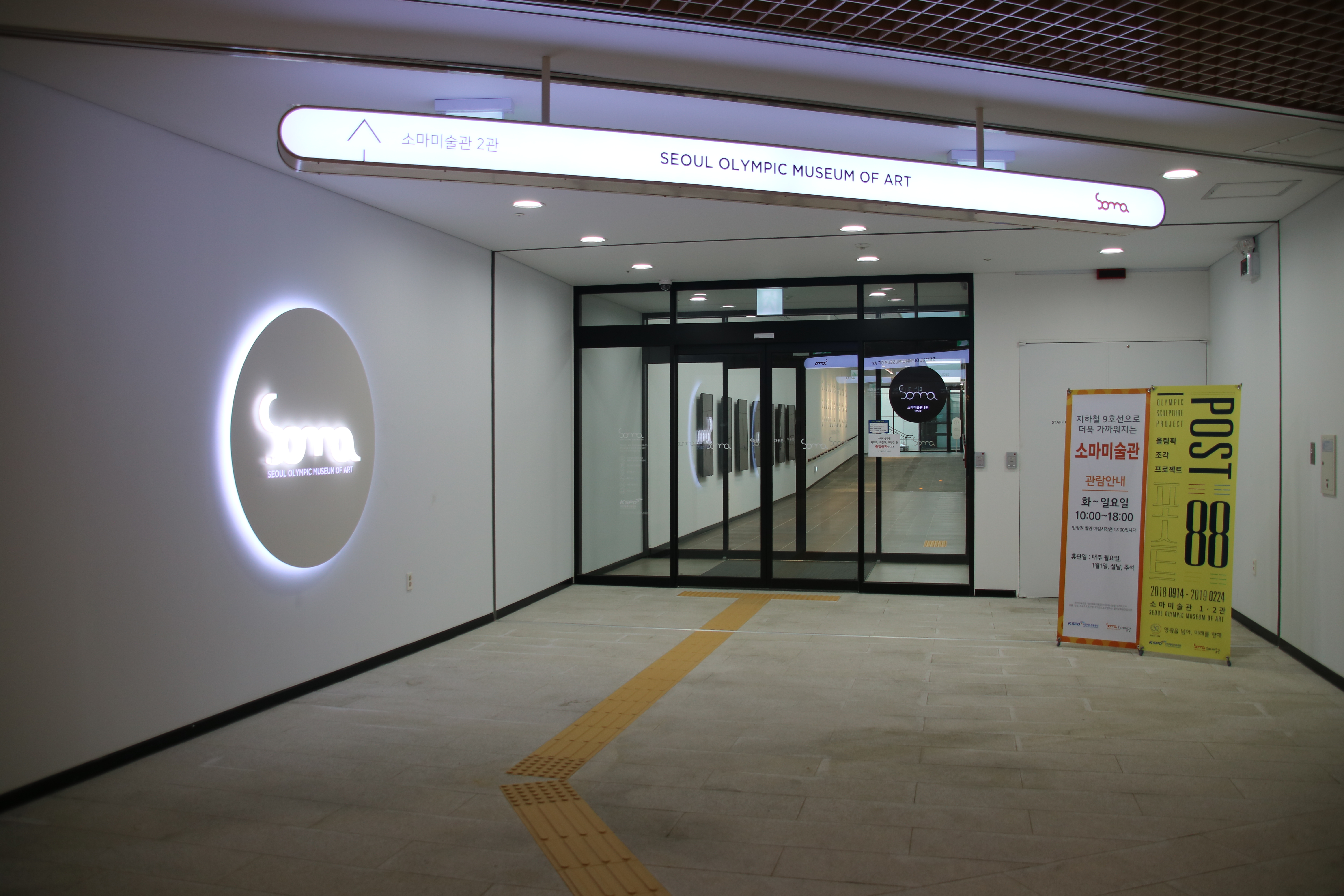
Soma美術館地下連通道

## 相鄰車站
首爾交通公社
●首爾地鐵9號線
一般
松坡渡口（934）－漢城百濟（935）－奧林匹克公園（936）